# Sông Chari

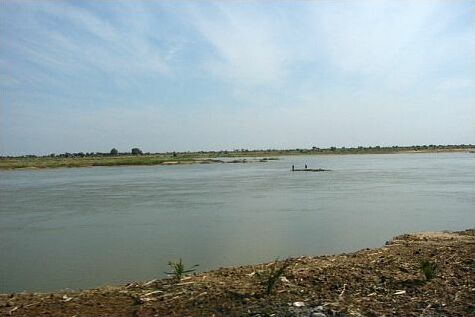
Sông Chari

Chari hay Shari là một con sông miền Trung Phi, dài 949 km với lưu vực 548.747 km².
Sông bắt nguồn từ Cộng hòa Trung Phi chảy theo hướng Bắc - Tây bắc. Ở hạ lưu sông tạo biên giới giữa Tchad và Cameroon. Sông này kết thúc ở hồ Tchad, cung cấp 90% lưu lượng vào hồ.
Phụ lưu chính của sông Chari là sông Logone.
Thủ đô N'Djamena và phần lớn dân cư nước Tchad sinh sống dọc triền sông.
Sông cung cấp nguồn lợi ngư nghiệp quan trọng cho người dân địa phương.